# Ministri per lo sport della Repubblica Italiana
I ministri per lo sport della Repubblica Italiana si sono avvicendati dal 2006 in poi, con diverse denominazioni e competenze.

## Lista
| Ministro | Ministro | Ministro                  | Partito                                     | Governo   | Mandato          | Mandato          | Leg.  |
| Ministro | Ministro | Ministro                  | Partito                                     | Governo   | Inizio           | Fine             | Leg.  |
| --- | -------- | ------------------------- | ------------------------------------------- | --------- | ---------------- | ---------------- | ----- |
| Politiche giovanili e attività sportive |          |                           |                                             |           |                  |                  |       |
| |          | Giovanna Melandri (1962)  | Democratici di Sinistra Partito Democratico | Prodi II  | 17 maggio 2006   | 8 maggio 2008    | XV    |
| Deleghe conferite al Sottosegretario di Stato alla Presidenza del Consiglio dei ministri Rocco Crimi (Governo Berlusconi IV, 2008-2011). |          |                           |                                             |           |                  |                  |       |
| Turismo, sport e affari regionali |          |                           |                                             |           |                  |                  |       |
| |          | Piero Gnudi (1938)        | Indipendente                                | Monti     | 25 novembre 2011 | 28 aprile 2013   | XVI   |
| Pari opportunità, sport e politiche giovanili |          |                           |                                             |           |                  |                  |       |
| |          | Josefa Idem (1964)        | Partito Democratico                         | Letta     | 28 aprile 2013   | 24 giugno 2013   | XVII  |
| Deleghe conferite al ministro per gli affari regionali e le autonomie Graziano Delrio (PD), dal 26 giugno 2013 al 22 febbraio 2014 (governo Letta). |          |                           |                                             |           |                  |                  |       |
| Deleghe conferite al segretario del Consiglio dei ministri Graziano Delrio (PD) dal 22 febbraio 2014 al 2 aprile 2015, poi al sottosegretario di Stato alla Presidenza del Consiglio dei ministri Claudio De Vincenti (PD) dal 10 aprile 2015 al 12 dicembre 2016 (governo Renzi) |          |                           |                                             |           |                  |                  |       |
| Sport |          |                           |                                             |           |                  |                  |       |
| |          | Luca Lotti (1982)         | Partito Democratico                         | Gentiloni | 12 dicembre 2016 | 1º giugno 2018   | XVII  |
| Deleghe conferite al segretario del Consiglio dei ministri Giancarlo Giorgetti (LSP), dal 1º giugno 2018 al 5 settembre 2019 (governo Conte I) |          |                           |                                             |           |                  |                  |       |
| Politiche giovanili e sport |          |                           |                                             |           |                  |                  |       |
| |          | Vincenzo Spadafora (1974) | Movimento 5 Stelle                          | Conte II  | 5 settembre 2019 | 13 febbraio 2021 | XVIII |
| Deleghe conferite al sottosegretario di Stato alla Presidenza del Consiglio dei ministri Valentina Vezzali, dal 16 marzo 2021 al 22 ottobre 2022 (governo Draghi). |          |                           |                                             |           |                  |                  |       |
| Sport e giovani |          |                           |                                             |           |                  |                  |       |
| |          | Andrea Abodi (1960)       | Indipendente                                | Meloni    | 22 ottobre 2022  | in carica        | XIX   |